# بلکمنز بی، تاسمانی

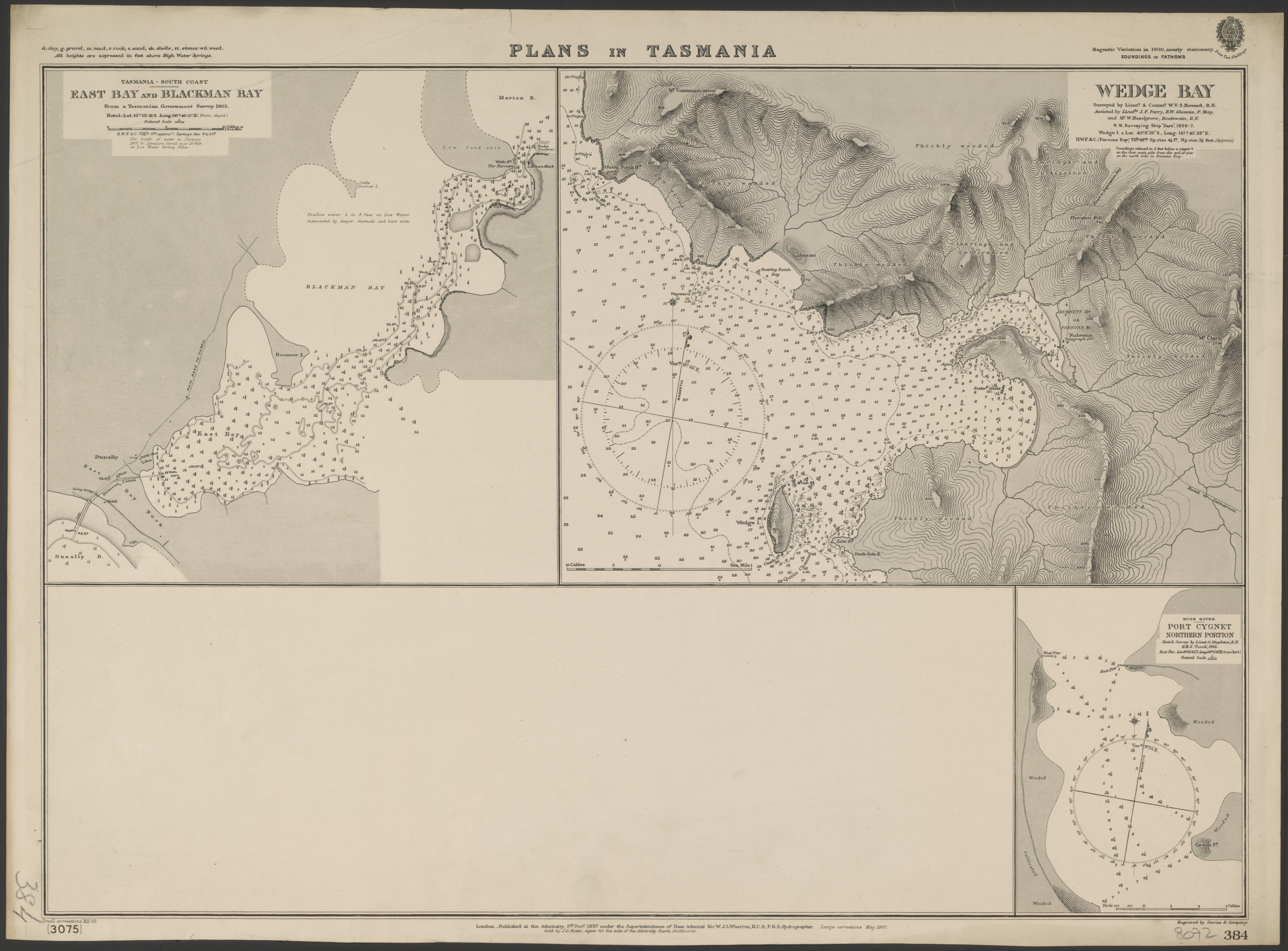
بلکمنز بی، تاسمانی

بلکمنز بی (به انگلیسی: Blackmans Bay) یک حومه شهر در استرالیا است که در تاسمانی واقع شده‌است.